# 花蓮縣花蓮市中華國民小學

中華國小校徽

花蓮縣花蓮市中華國民小學，簡稱中華國小，為台灣花蓮縣花蓮市的國民小學，成立於1958年8月1日。最初校舍位於花蓮市林森路437號（現為花蓮市民廣場），成立時名為「中華國民學校」；1968年8月1日改為現名，1993年10月30日遷移至花蓮市國盛二街22號現址。
現有學生30班及幼兒園3班。

## 外部連結
- 花蓮縣立中華國小 （页面存档备份，存于）